# ニェグシ
座標: 北緯42度25分59秒 東経18度49分42秒 / 北緯42.4331度 東経18.8283度
ニェグシ（セルビア語: Njeguši, Његуши）は、モンテネグロ・ツェティニェにある村落である。ペトロヴィッチ＝ニェゴシュ朝の王家が生誕した土地として知られている。

## 概要
ロヴチェン山の山腹に位置する集落で、ロヴチェン山国立公園の一部である。コトルへと繋がる道路は同国立公園の名蹟の一つである。国立公園内であるため、伝統的な建築や自然が保たれており、特産品のハムのニェグシュキ・プルシュト、同じく特産品のチーズのニェグシュキ・シルもモンテネグロの伝統料理として知られている。

## 人口
2003年の国勢調査では人口は17人で、うち15人がモンテネグロ人、1人がセルビア人、1人が不明となっている。2011年の国勢調査では人口が35人に倍増し、うち33人がモンテネグロ人、1人がロシア人、1人が民族回答拒否となった。

## ギャラリー

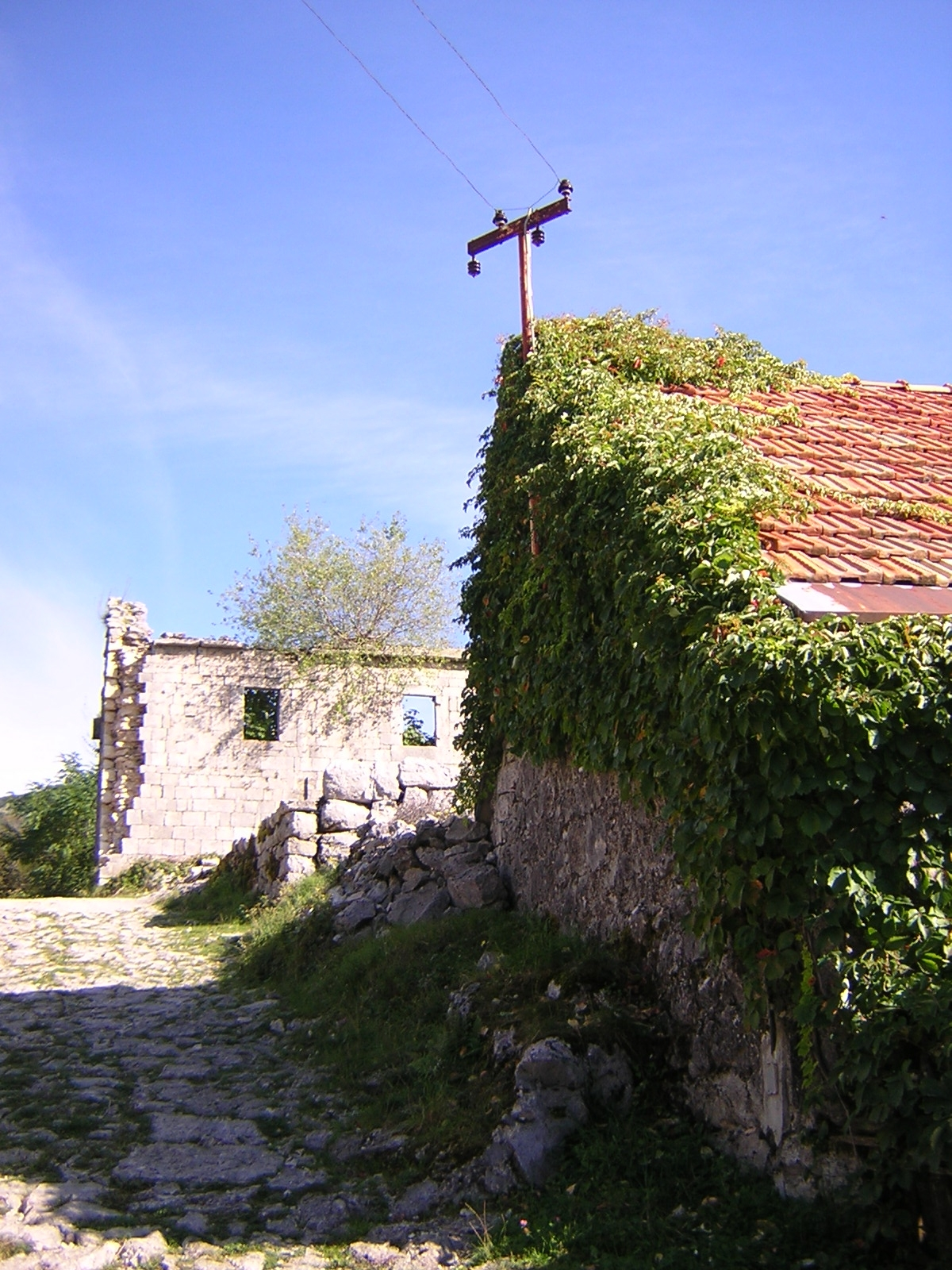
ニェグシの通り
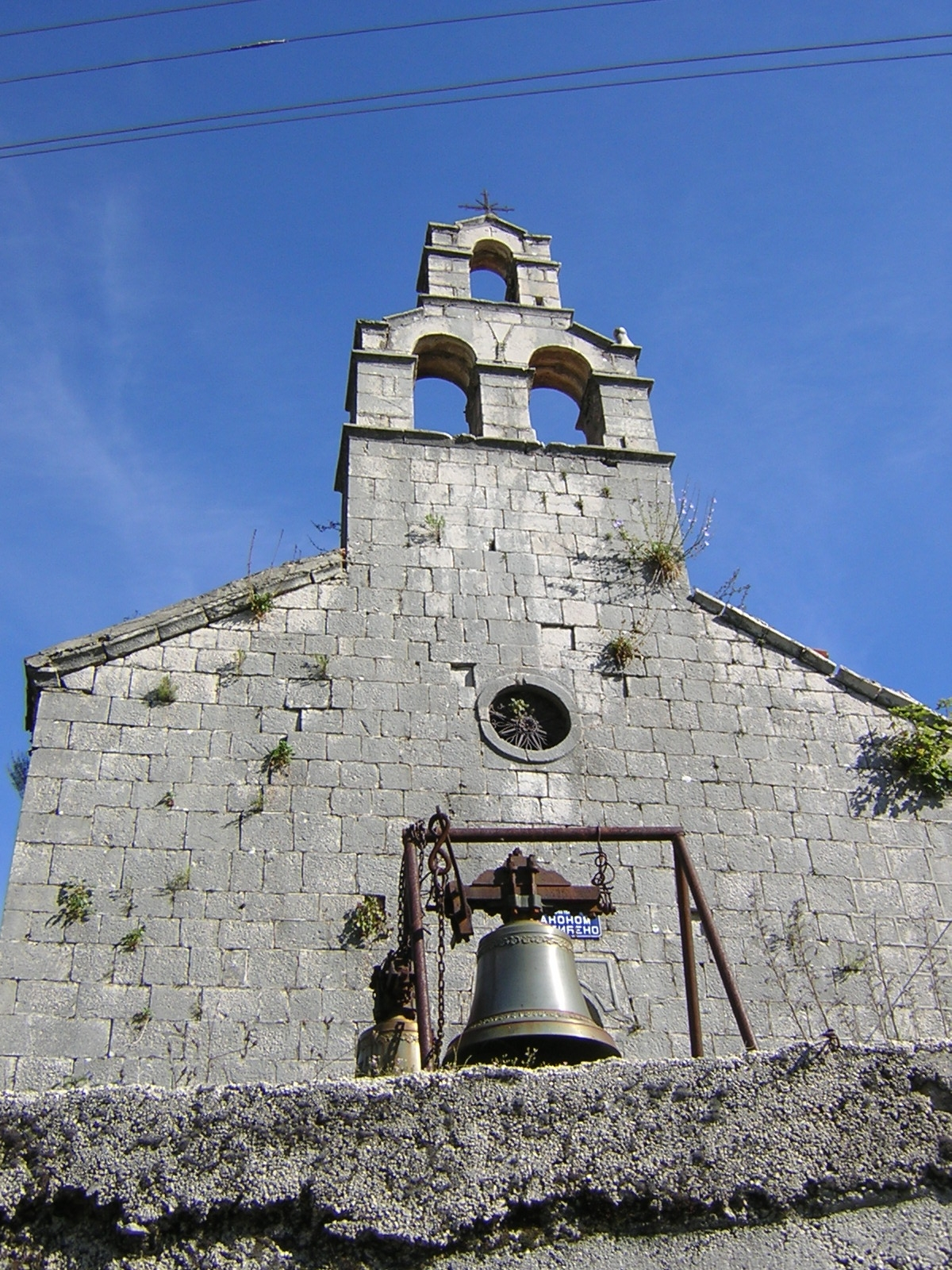
教会